# キルミーヒールミー
『キルミーヒールミー』（韓国語：킬미힐미、英語：Kill Me, Heal Me）は 2015年1月7日から 2015年3月12日まで、韓国MBCにて放送されたテレビドラマである。全20話。

## あらすじ
多重人格障害を素材に、7つの人格を持つ財閥3世と彼の秘密主治医 レジデント1年目女医のバラエティーに富んだロマンスを描いたヒーリングロマンティックコメディ。

## 登場人物

### 主要人物
- チソン[3]: チャ・ドヒョン | シン・セギ | フェリー・パク | アン・ヨソプ | アン・ヨナ | ナナ | 疑問の人格Mr.X役（１人７役）（子役: イ・ドヒョン[4]）
- ファン・ジョンウム[5]: オ・リジン役（子役 : キム・ミンギョル）
- パク・ソジュン[6]: オ・リオン役 （子役 : キム・イェジュン）
- オ・ミンソク[7]: チャ・ギジュン役
- キム・ユリ [8]: ハン・チェヨン役

### チャ・ドヒョンの家族
- キム・ヨンエ : ソ・テイム役
- シム・ヘジン : シン・ファラン役
- キム・ヨンゴン : チャ・ゴンホ役
- アン・ネサン : チャ・ジュンピョ役
- ミョン・セビン : ミン・ソヨン役

### チャ・ドヒョンの助っ人
- コ・チャンソク : ソク・ホピル役
- チェ・ウォニョン : アン・グク役

### オ・リジン & オ・リオンの家族
- キム・ヒジョン : チ・スニョン役
- パク・ジュンギュ : オ・デオ役

### チャ・ギジュンの家族
- キム・ナウン : ユン・ジャギョン役
- キム・イル : チャ・ヨンピョ役

### ハン・チェヨンの家族
- キム・ヒョンジュ : ベク・ジンスク役

### その他の人物
- ベク・チョルミン : アレックス・カン役
- キム・ヒョンボム : チェ室長役
- ソ・イアン : チャ・ドヒョンのお見合いの女性 ホン・ジソン役
- イ・ドゥソク : 男性職員役
- チョ・チャングン : カン・インギュ役
- カン・ボンソン : シン・ソンチョ役
- チェ・ヒョウン : チュ・ミラ役
- チュ・ギョジン : 興信所の職員役
- ハン・ジス : 女性秘書 役

### 特別出演
- キム・スルギ : 誇大妄想狂患者 ホ・スッキ役
- ホ・ジウン : オメガ（オ・リオン）作家の出版社の編集長役
- チョ・ユンホ : 暴走族のボス役
- カン・ミヨン : チャ・ドヒョンに振られた女役
- アン・ヨンミ : 占い師役
- チョン・ウンピョ : 患者を怖がっていた精神科医役
- ウ・ヒョン ： 精神病院の患者役
- イ・シオン ： パク先生役
- ク・ジュンヨプ : クラブDJ役
- LU:KUS : アン・ヨナが好きなアイドルグループのROCKING役
- バク・スルギ : ROCKINGファンミーティングのMC役
- クォン・ユリ[9]: オメガ（オ・リオン）作家のファン役

## OST
- 1. 幻聴 (환청) - チャ・ンジェイン(장재인) (Feat. NaShow) | 作詞 : Mafly、NaShow | 作曲 : ZigZagNote | 再生時間 : 03:29
- 2. Healing Love - ルナ & チョイ(루나 & 초이) | 作詞 : Mafly | 作曲 : ZigZagNote | 再生時間 : 04:11
- 3. 言えない秘密 (말할 수 없는 비밀) - ムン・ミョンジン(문명진) | 作詞 : イ·ジウン(이지은) | 作曲 : 少年飛行(소년비행) | 再生時間 : 04:26
- 4. こんな気分 (이런 기분) - イ・ユリム(이유림) | 作詞 : イ·ユリム | 作曲 : イ·ユリム、ヨム·ヘリ(염혜리) | 再生時間 : 03:34
- 5. 君を見送る (너를 보낸다) - パク・ソジュン | 作詞 : キム·ミジン(김미진) | 作曲 : キム·ボムジュ(김범주) | 再生時間 : 04:07
- 6. スミレ (제비꽃) - チソン | 作詞 · 作曲 : チョ·ドンジン(조동진) | 再生時間 : 03:54

## BGM
- 1. Kill Me | 作曲 : パク·ジンヒョン(박진현) | 再生時間 : 02:26
- 2. I Am Shin Se Gi | 作曲 : ドン·ミンホ(동민호) | 再生時間 : 03:39
- 3. Beyond Recollection / 作曲 : ユ·テジン(유태진) | 再生時間 : 03:58
- 4. Freak | 作曲 : イ·ヨンジェ(이용재) | 再生時間 : 02:17
- 5. Childhood | 作曲 : キム·テジン(김태진) | 再生時間 : 02:01
- 6. Who Are You? | 作曲 : パク·ジンヒョン | 再生時間 : 02:37
- 7. Driving To The Past | 作曲 : ユ·テジン | 再生時間 : 03:40
- 8. I Am Cha Do Hyun | 作曲 : パク·ジウォン(박지원) | 再生時間 : 02:16
- 9. Heal Me | 作曲 : パク·ジンヒョン | 再生時間 : 02:46

## 賞とノミネート
| 年度 | 賞                                 | カテゴリー                   | 受賞者                    | 結果       | 参考   |
| ---- | ---------------------------------- | ---------------------------- | ------------------------- | ---------- | ------ |
| 2015 | 第51回百想芸術大賞                 | 最優秀ドラマ賞               | キルミーヒールミー        | ノミネート |        |
| 2015 | 第51回百想芸術大賞                 | ドラマ部門最優秀ディレクター | キム・ジンマン            | ノミネート |        |
| 2015 | 第51回百想芸術大賞                 | ドラマ部門最優秀俳優賞       | チソン                    | ノミネート |        |
| 2015 | 第51回百想芸術大賞                 | ドラマ部門最優秀脚本賞       | チン・スワン              | ノミネート |        |
| 2015 | 第51回百想芸術大賞                 | 人気俳優賞                   | チソン                    | ノミネート |        |
| 2015 | 第51回百想芸術大賞                 | 人気俳優賞                   | パク・ソジュン            | ノミネート |        |
| 2015 | 第51回百想芸術大賞                 | 人気女優賞                   | ファン・ジョンウム        | ノミネート |        |
| 2015 | 第10回ソウル国際ドラマアワード     | 最優秀俳優賞                 | チソン                    | ノミネート | [ 10 ] |
| 2015 | 第10回ソウル国際ドラマアワード     | 傑作した韓国ドラマ           | キルミーヒールミー        | 受賞       |        |
| 2015 | 第10回ソウル国際ドラマアワード     | 優秀女優賞                   | ファン・ジョンウム        | 受賞       |        |
| 2015 | 第8回コリアドラマアワード          | 大賞                         | チソン                    | ノミネート |        |
| 2015 | 第8回コリアドラマアワード          | 最優秀ドラマ賞               | キルミーヒールミー        | ノミネート |        |
| 2015 | 第8回コリアドラマアワード          | 最優秀ディレクター           | キム・ジンマン            | ノミネート |        |
| 2015 | 第8回コリアドラマアワード          | 最優秀女優賞                 | ファン・ジョンウム        | ノミネート |        |
| 2015 | 第8回コリアドラマアワード          | 最優秀作曲賞                 | チャン・ジェイン          | 受賞       |        |
| 2015 | 第4回APANスターアワード            | ミニシリーズ部門最優秀俳優賞 | チソン                    | ノミネート |        |
| 2015 | 第4回APANスターアワード            | ミニシリーズ部門優秀俳優賞   | パク・ソジュン            | ノミネート |        |
| 2015 | MBC演技大賞                        | 大賞                         | チソン                    | 受賞       |        |
| 2015 | MBC演技大賞                        | 大賞                         | ファン・ジョンウム        | ノミネート |        |
| 2015 | MBC演技大賞                        | 今年のドラマ                 | キルミーヒールミー        | 受賞       | [ 11 ] |
| 2015 | MBC演技大賞                        | プロデューサーチョイス賞     | ファン・ジョンウム        | 受賞       |        |
| 2015 | MBC演技大賞                        | ミニシリーズ部門最優秀俳優賞 | チソン                    | 受賞       | [ 12 ] |
| 2015 | MBC演技大賞                        | ミニシリーズ部門最優秀女優賞 | ファン・ジョンウム        | 受賞       | [ 13 ] |
| 2015 | MBC演技大賞                        | ミニシリーズ部門優秀俳優賞   | パク・ソジュン            | 受賞       |        |
| 2015 | MBC演技大賞                        | トップ10スター賞             | チソン                    | 受賞       |        |
| 2015 | MBC演技大賞                        | トップ10スター賞             | ファン・ジョンウム        | 受賞       | [ 14 ] |
| 2015 | MBC演技大賞                        | トップ10スター賞             | パク・ソジュン            | 受賞       |        |
| 2015 | MBC演技大賞                        | 人気俳優賞                   | チソン                    | ノミネート |        |
| 2015 | MBC演技大賞                        | 人気俳優賞                   | パク・ソジュン            | 受賞       |        |
| 2015 | MBC演技大賞                        | 人気女優賞                   | ファン・ジョンウム        | 受賞       |        |
| 2015 | MBC演技大賞                        | ベストカップル賞             | チソン ファン・ジョンウム | ノミネート |        |
| 2015 | MBC演技大賞                        | ベストカップル賞             | チソン パク・ソジュン     | 受賞       | [ 15 ] |
| 2016 | 第4回Drama Fever Awards            | 最優秀俳優賞                 | チソン                    | 受賞       | [ 16 ] |
| 2016 | WorldFest - ヒューストン国際映画祭 | 最優秀ドラマ賞               | キルミーヒールミー        | 受賞       |        |
| 2016 | 第28回韓国PD大賞                   | タレント賞                   | チソン                    |            | [ 17 ] |